# Людина, що продала Місяць
Людина, що продала Місяць (англ. The Man Who Sold the Moon) — науково-фантастична повість Роберта Гайнлайна, написана 1949, опублікована 1950 року. Входить до циклу творів «Історія майбутнього».

## Сюжет
Делос Дейвід Гарімен («Ді-ді»), бізнесмен одержимий ідеєю першим відвідати Місяць і заволодіти ним. Він просить свого ділового партнера Джорджа Стронга та інших магнатів інвестувати у підприємство. Більшість відкидають плани Гарімена як нерозумні: ядерне ракетне паливо є дефіцитним, оскільки космічна станція, яка виробляє його (див. «Вибух може статись»), вибухнула, знищивши єдиний чинний космічний корабель. Технології необхідні для хімічної ракети віддаляють ймовірну дату старту. Зусилля є неймовірно дорогими та з невизначеною рентабельністю. Один з партнерів вирішує продати «весь свій інтерес до Місяця … за п'ятдесят центів». Харіман приймає пропозицію та намагається придбати частки інших партнерів. Стронг та двоє інших партнерів погоджуються підтримувати справу.
Гарімен прагне уникнути державної власності на Місяць. Оскільки Місяць проходить безпосередньо над вузькою смугою землі біля екватора, не зачіпаючи території впливових держав, він використовує юридичний принцип, згідно з яким права власності на землю поширюються на нескінченну висоту над земельною ділянкою (лат. Cuius est solum, eius est usque ad coelum et ad inferos), спочатку таємно скуповує такі земельні ділянки, а потім провадить діяльність за допомогою компанії підпорядкованій ООН. Впливові країни, не бажаючи посилення одна одної, погоджуються на таке керування Місяцем.
Технічні проблеми вирішуються грошима та талантом. Щоб розв'язати фінансові проблеми, Гарімен перепродує всілякі ліцензійні права використовуючи комерційне та політичне суперництво, лякаючи рекламодавців, зверненням до їхніх конкурентів, щоб вибити необхідні кошти.
Гарімену доводиться відмовитись від особистого польоту, через перевантаження ракети. Багатоступенева ракета, пілотована Леслі Ле Круа, запущена з авіабази Петерсон, поблизу Колорадо-Спрінгс, штат Колорадо, опускається на Місяць і повертається на Землю. Гарріман першим відкриває люк ракети. Начебто випадково, він дозволяє журналістам побачити «місячні» алмази. Хоча потім пілот показує йому справжні місячні алмази.
Як прогнозує Гарімен, після успішного завершення першого польоту, багато хто намагається вкласти свій капітал у їх компанію по збільшення кількості рейсів, використовуючи катапультну пускову установку на піку Пайкс. Наступний рейс повинен заснувати постійну місячну колонію. Гарімен планує бути одним із колоністів і в перспективі мером незалежної колонії. Але більшість співвласників підприємства проти його присутності на кораблі; він є надто цінним для компанії, щоб ризикувати в космосі. Ракета відлітає без Гарімена, який «виглядає, як виглядав Мойсей, коли він дивився на обітовану землю».

## Зв'язок з іншими творами
- Оповідання «Реквієм» розповідає про подальшу долю Гарімена.
- Роман «Відплисти за захід сонця» розповідає про участь Лазаруса Лонга та його матері в підготовці цього польоту.